# António Teixeira
António Teixeira (Lisbona, 14 maggio 1707 – Lisbona, dopo il 1769) è stato un compositore portoghese.
All'età di nove anni giunse a Roma come uno scolaro reale, dove rimase fino alla 1728, anno in cui tornò nella città natale. A Lisbona fu eletto cappellano e cantante della cattedrale e iniziò a scrivere le sue prime composizioni profane, ossia alcuni componimenti vocali per i membri dell'aristocrazia: tra questi si ricorda in particolare Gli sposi fortunati, rappresentato nella casa di Antónia Joaquina de Menezes de Lavra durante il carnevale del 1732,  e il Componimento drammatico da cantarsi in occasione delle felicissime nozze dell'Illust. ed Eccelent. Signora D. Giovanna Perpetua di Bargança, dato durante il carnevale del 1738. Inoltre compose due opere con testi in portoghese prodotti dall'avvocato brasiliano António José da Silva. Lo scrittore portoghese José Mazza ipotizza che Teixeira in realtà produsse ben 7 opere basate sui libretti di de Silva, il quale fu condannato al rogo dall'inquisizione nel 1739; questi lavori teatrali sarebbero stati dunque stati rappresentati tutti al Teatro do Bairro Alto di Lisbona tra il 1733 e il 1739. Il 28 novembre 1765 divenne membro dell'Irmandade de Santa Cecília.
Sia la musica operistica che quella sacra di Teixeira si basa sullo stile italiano dell'epoca; il suo lavoro chiesastico più importante è il Te Deum per 20 voci per la chiesa di San Rocco, un lavoro in grande scala che risente dell'influsso della maniera policorale del barocco romano.

## Composizioni

### Musica vocale secolare
- Gli sposi fortunati (componimento da cantarsi, 1732, Lisbona)
- Os encantos de Medeia (ópera, libretto di António José da Silva, 1735, Lisbona; perduta)
- Guerras do alecrim e manjerona (ópera joco-séria, libretto di António José da Silva, 1737, Lisbona)
- Componimento drammatico da cantarsi in occasione delle felicissime nozze dell'Illust. ed Eccelent. Signora D. Giovanna Perpetua di Bargança coll'Illustrissimo, ed Eccelentissimo Signore Marchese di Cascais D. Luigi di Castro (1738; perduto)
- Gloria, Fama, Virtù (cantata a 3 voci concertata)
- Duetto per 2 voci e basso continuo

#### Opere di dubbia attribuzione
- Vida do grande D. Quixote de la Mancha e do gordo Sancho Pança
- Anfritrião, ou Júpiter e Alcmena
- O labirinto de Creta
- As variedades de Proteu (1737)
- Precipício de Faetonte and Esopaida, ou Vida de Esopo

### Musica sacra
- Messa per 8 voci
- Messa per 4 voci
- Miserere per 8 voci
- Salvo per 4 voci per Sant'Antonio dei Portoghesi (Roma)
- Vari offertori, lamentazioni e mottetti
- Te Deum per 20 voci e orchestra (1734)
- O salutaris hostia per 5 voci, 2 violini, basso e organo
- Tantum ergo per 5 voci, 2 violini, basso e organo